# جوایز سریال اژدهای آبی
جوایز سریال اژدهای آبی (انگلیسی: The Blue Dragon Series Awards; کره‌ای: 청룡시리즈어워즈) یک مراسم اهدای جوایز سالیانه در کره است که توسط اسپرتس چوسان (برند خواهر چوسان ایلبو) ارائه می‌شود و از برترین‌های تلویزیون و اوتی‌تی در کره جنوبی تقدیر می‌کند.
جوایز سریال اژدهای آبی شامل دراماها و ورایتی شوهای اریجینال تولید شده و سرمایه‌گذاری شده توسط سرویس‌های استریم در کره جنوبی از جمله نتفلیکس، کی‌تی سیزن، اپل تی‌وی پلاس، دیزنی پلاس، کوپانگ پلی و تیوینگ است.

## تاریخچه
جوایز سریال اژدهای آبی در سال ۲۰۲۲ توسط روزنامهٔ چوسان ایلبو ایجاد شد. اولین مراسم در ۱۹ ژوئیه ۲۰۲۲ در اینچئون برگزار شد.